# Björn Sandström
Björn Sandström (* 17. Februar 1995 in Missoula) ist ein schwedischer Skilangläufer.

## Werdegang
Sandström, der für den Piteå Elit SK startet, nahm im Januar 2013 in Östersund erstmals im Skilanglauf-Scandinavian-Cup teil und belegte dabei den 178. Platz im Sprint und den 50. Rang über 15 km Freistil. Bei den Nordischen Junioren-Skiweltmeisterschaften 2015 in Almaty errang er den 33. Platz über 10 km Freistil. Im folgenden Jahr kam er bei den U23-Weltmeisterschaften in Râșnov auf den 18. Platz über 15 km Freistil, auf den 15. Rang über 15 km klassisch und auf den zehnten Platz im Sprint. Sein erstes Weltcuprennen lief er im Februar 2016 in Falun, welches er auf dem 70. Platz über 10 km klassisch beendete. Bei den U23-Weltmeisterschaften 2017 in Soldier Hollow belegte er den 29. Platz im Sprint, den 20. Rang über 15 km Freistil und den 18. Platz im Skiathlon. In der Saison 2017/18 kam er im Scandinavian-Cup sechsmal in die Punkteränge und erreichte damit den 27. Platz in der Gesamtwertung. Bei den U23-Weltmeisterschaften 2018 in Goms lief er auf den 28. Platz im Sprint, auf den 18. Rang über 15 km klassisch und auf den 17. Platz im Skiathlon. Im März 2018 holte er in Oslo mit dem 26. Platz im 50-km-Massenstartrennen seine ersten Weltcuppunkte. Bei den nordischen Skiweltmeisterschaften 2019 in Seefeld in Tirol lief er auf den 45. Platz im Skiathlon und den 44. Rang im 50-km-Massenstartrennen.
In der Saison 2020/21 belegte Sandström bei der Tour de Ski 2021 den 33. Platz und bei den nordischen Skiweltmeisterschaften 2021 in Oberstdorf den 40. Platz im Skiathlon, den 38. Rang über 15 km Freistil und den 30. Platz im 50-km-Massenstartrennen.

## Platzierungen im Weltcup

### Weltcup-Statistik
Die Tabelle zeigt die erreichten Platzierungen im Einzelnen.
- 1.–3. Platz: Anzahl der Podiumsplatzierungen
- Top 10: Anzahl der Platzierungen unter den ersten zehn
- Punkteränge: Anzahl der Platzierungen innerhalb der Punkteränge
- Starts: Anzahl gelaufener Rennen in der jeweiligen Disziplin
- Hinweis: Bei den Distanzrennen erfolgt die Einordnung gemäß FIS.

| Platzierung               | Distanzrennen a | Distanzrennen a | Distanzrennen a | Distanzrennen a | Distanzrennen a | Skiathlon Verfolgung | Sprint | Etappen- rennen b | Gesamt | Team   | Team    |
| Platzierung               | ≤ 5 km          | ≤ 10 km         | ≤ 15 km         | ≤ 30 km         | > 30 km         | Skiathlon Verfolgung | Sprint | Etappen- rennen b | Gesamt | Sprint | Staffel |
| ------------------------- | --------------- | --------------- | --------------- | --------------- | --------------- | -------------------- | ------ | ----------------- | ------ | ------ | ------- |
| 1. Platz                  |                 |                 |                 |                 |                 |                      |        |                   |        |        |         |
| 2. Platz                  |                 |                 |                 |                 |                 |                      |        |                   |        |        |         |
| 3. Platz                  |                 |                 |                 |                 |                 |                      |        |                   |        |        |         |
| Top 10                    |                 |                 |                 |                 |                 |                      |        |                   |        |        | 4       |
| Punkteränge               |                 | 4               | 4               | 2               | 1               | 3                    | 1      | 1                 | 16     |        | 6       |
| Starts                    |                 | 8               | 21              | 3               | 3               | 10                   | 7      | 4                 | 56     |        | 6       |
| Stand: Saisonende 2024/25 |                 |                 |                 |                 |                 |                      |        |                   |        |        |         |

### Weltcup-Gesamtplatzierungen
| Saison  | Gesamt | Gesamt | Distanz | Distanz | Sprint | Sprint |
| Saison  | Punkte | Platz  | Punkte  | Platz   | Punkte | Platz  |
| ------- | ------ | ------ | ------- | ------- | ------ | ------ |
| 2017/18 | 5      | 144.   | 5       | 94.     | -      | -      |
| 2018/19 | -      | -      | -       | -       | -      | -      |
| 2019/20 | 22     | 102.   | 15      | 75.     | -      | -      |
| 2020/21 | 54     | 70.    | 40      | 56.     | 4      | 86.    |
| 2022/23 | 18     | 160.   | 18      | 103.    | -      | -      |
| 2023/24 | 115    | 96.    | 115     | 59.     | -      | -      |